# Симеон Идакиев
Симеон Кирилов Идакиев е български филолог, журналист и пътешественик, леководолаз и ветроходец. Продуцент и водещ на популярното географско предаване „Атлас“ на Българската национална телевизия.

## Биография
Симеон Идакиев е роден на 27 ноември 1941 г. в Радомир. Преди да се ориентира към телевизията работи в силнотоков завод и в строителството. Завършил е висше образование във Великотърновския университет „Кирил и Методий“, специалност българска филология. От 1974 година работи в редакция „Съвременник“ на БНТ.
От 1985 година е продуцент и водещ на популярното географско предаване „Атлас“ на Българската национална телевизия и автор на над 400 филма обединени от заглавията: „Един мъж, един автомобил, една камера“, „Един мъж, една камера“ и „Непознатата България“. Посетил е над 120 държави на всички континенти.
Автор е на многобройни публикации в печата, водещ на радиопредавания, както и на няколко книги: „С яхта около Европа“, „Един мъж, един автомобил, една камера“, „Азиатски маршрути“, „Мечта по Южния кръст“, „Виа Вита (Сто дни в Латинска Америка)“, „От Коста Рика до Златоград“, „Светът и всичко в него (Америка)“, „Светът и всичко в него (Азия)“, „Черна гора“ „Хърватска“.
Автор и водещ на едночасово предаване по Българското национално радио, програма „Христо Ботев“ и едночасово предаване по Телевизия „Евроком“.
Член е на Съюза на българските журналисти, Съюза на българските филмови дейци, Българското географско дружество. През 2014 година е приет за член и на Кралското географско дружество на Великобритания.
Личният му архив се съхранява във фонд 1193 в Държавен архив – Перник. Той се състои от 45 архивни единици от периода 1970 – 1998 г.

## Експедиции
По-значимите на Симеон Идакиев са:
- 1974 г. – Куба.
- 1975 г. – Виетнам, Лаос, Тайланд.
- 1976 г. – плаване с яхта в Черно море (Турция, Румъния) и второ посещение в Куба.
- 1978 г. – обиколка на Европа по море с двумачтовата яхта „Тивия“ на БНТ заедно със съпрузите Юлия и Дончо Папазови и дъщеря им Яна и колегите си от БНТ Борис Сирийски, Румен Костов, Петър Андонов[2]. 5000 морски мили – от Гданск през Балтийско море, Северно море, Ламанш, Средиземно море, Егейско море, Мраморно море и Черно море до пристанище Бургас в България. Трето посещение в Куба.
- 1980 г. – самотно прекосяване на Латинска Америка с джип по маршрут: Куба – Мексико – Гватемала – Хондурас – Никарагуа – Коста Рика – Панама – Колумбия – Еквадор – Перу – Чили – Аржентина.
- 1983 г. – Венецуела.
- 1984 г. – експедиция в Азия по маршрут: Индия – Непал – Пакистан – Кралство Бутан. В Непал – изкачване до базовия лагер на Еверест със заснемане на репортаж за българската експедиция към най-високия връх на планетата. Среща се с Тенсинг Норгей и Едмънд Хилари.
- 1986 г. – експедиция в Сингапур, Малайзия, Австралия, Папуа Нова Гвинея, Нова Зеландия, Индонезия, Тайланд и Япония.
- 1987 г. – второ посещение на Непал и Индия и изкачване до базовия лагер на спортно-научната експедиция „Ама Даблам“.
- 1989 г. – експедиция в Латинска Америка по маршрут: Куба – Мексико – Еквадор – Перу – Боливия – Бразилия.
- 1992 г. – Съединени американски щати.
- 1993 г. – Република Кипър и Турция.
- 1994 г. – Дубай.
- 1995 г. – Уругвай – Антарктида – Парагвай.
- 1996 г. – три посещения на Великобритания и второ пътуване до САЩ.
- От 1997 до 2013 г. – експедиции в Китай, Русия, Република Южна Африка, остров Мавриций, Алжир и в много европейски страни, Централна Америка – Панама, Коста Рика, Хондурас, Гватемала, Мексико, Перу, Еквадор и архипелага Галапагос, в Югоизточна Азия – Тайланд, Мианмар, Лаос и Камбоджа.